# Beendigung
Unter Beendigung der Tat wird im Strafrecht das Deliktsstadium verstanden, in dem  das Tatgeschehen seinen Abschluss gefunden hat. In den meisten Fällen bedeutet dies die Zweckerreichung. Die Bestimmung des Beendigungszeitpunktes hat insoweit praktische Bedeutung, als dadurch die Verfolgungsverjährung zu laufen beginnt (§ 78a StGB). Wird das Gesetz, das bei Beendigung der Tat gilt, vor der strafgerichtlichen Entscheidung geändert, so ist nach dem Meistbegünstigungsprinzip das mildeste Gesetz anzuwenden (§ 2 Abs. 3 StGB).
Der (materiellen) Beendigung vorgelagert ist die (formelle) Vollendung, d. h. das Deliktsstadium, in dem alle Merkmale des Straftatbestandes erfüllt sind.
Inwieweit zwischen Vollendung und Beendigung noch eine Mittäterschaft oder Beihilfe möglich ist, ist umstritten (siehe sukzessive Mittäterschaft). Umstritten ist auch, ob in dieser Phase noch strafverschärfende Merkmale verwirklicht werden können.
Der Zeitpunkt der Beendigung ist wichtig bei Delikten, bei denen die Vollendung vor der Verwirklichung des vollen subjektiven Tatbestands eintritt.

## Definition
Eine Straftat ist nach allgemeinen strafrechtlichen Grundsätzen dann beendet, wenn nach Erfüllung aller objektiven Tatbestandsvoraussetzungen die Rechtsgutverletzung in dem vom Täter angestrebten Umfang eingetreten ist.
Laut BGH ist die Tat erst beendet, „wenn der Täter sein rechtsverneinendes Tun insgesamt abschließt, das Tatunrecht mithin tatsächlich in vollem Umfang verwirklicht ist. [...] Dies bedeutet, dass die Beendigung der Tat nicht allein an die weitere Verwirklichung tatbestandlich umschriebener Merkmale der Straftat nach deren Vollendung anknüpft [...]; vielmehr zählen zur Tatbeendigung auch solche Umstände, die - etwa weil der Gesetzgeber zur Gewährleistung eines effektiven Rechtsgüterschutzes einen Deliktstypus mit vorverlagertem Vollendungszeitpunkt gewählt hat - zwar nicht mehr von der objektiven Tatbestandsbeschreibung erfasst werden, aber dennoch das materielle Unrecht der Tat vertiefen, weil sie den Angriff auf das geschützte Rechtsgut perpetuieren oder gar intensivieren“.

## Bestimmte Deliktsgruppen
Der Zeitpunkt, in dem diese Voraussetzung erstmals erfüllt ist, ist je nach Deliktsart verschieden. Zu unterscheiden sind im Einzelnen Tätigkeitsdelikte, Erfolgsdelikte, erfolgsqualifizierte Delikte, echte und unechte Unterlassungsdelikte sowie Fahrlässigkeitstaten, versuchten und fortgesetzt begangenen Taten.
Tätigkeitsdelikte, bei denen ein bloßes Tun den Bestrafungsgrund bildet, gelten in dem Zeitpunkt als ‚beendet‘, in dem die inkriminierte Handlung abgeschlossen ist.
Beim Betrug, insbesondere beim Subventionsbetrug (§ 264 StGB), ist die Tat erst mit Erlangung des (letzten) Vermögensvorteils beendet, also mit dem Erhalt der letzten Teilzahlung der Subvention.
Ist der Zeitpunkt der Tatvollendung unklar und nicht genau feststellbar, muss mit Blick auf den Verjährungsbeginn nach dem Zweifelssatz von der jeweils zeitlich frühesten denkbaren Tatbegehung ausgegangen werden.
Bei der gefährlichen Körperverletzung ist diese schon mit dem Vollzug des Geschlechtsverkehrs, bei dem das Virus vom Täter auf das Opfer übertragen wurde, beendet. Dagegen ist die schwere Körperverletzung ein erfolgsqualifiziertes Delikt. Solche Taten sind erst mit dem Eintritt der schweren Folge beendet.
Alle Delikte mit expliziter Erwähnung der Folge einer schweren Gesundheitsbeschädigung oder Todesfolge sind erfolgsqualifizierte Delikte.

## Erfolgseintritt
Sofern ein zum Tatbestand gehörender Erfolg erst später eintritt,
beginnt die Verjährung erst mit diesem Zeitpunkt (§ 78a Satz 2 StGB).
Eine rechtswidrige Tat ist nur eine solche, die den Tatbestand eines Strafgesetzes verwirklicht (§ 11 Abs. 1 Nr. 5 StGB). Eine Tatbestandsverwirklichung schließt den Eintritt des tatbestandsmäßigen Erfolgs ein. Der Eintritt des tatbestandsmäßigen Erfolgs nach Tatbeendigung hat daher generell als ausgeschlossen zu gelten.
Vereinzelt bleiben demgegenüber die Versuche, die Vorschrift des § 78a Satz 2 StGB – teilweise – mit Bedeutung auszustatten.

## Beendigungsphasen
Es wird zwischen der tatbestandslosen Beendigungsphase und der tatbestandsbezogenen Beendigungsphase unterschieden.

### Tatbestandsbezogenen Beendigungsphase
Eine tatbestandsbezogene Beendigungsphase kann bei Dauerdelikten (Freiheitsberaubung, Hausfriedensbruch) auftreten, ferner bei wiederholen Verletzungen (wiederholte Körperverletzungen oder Beleidigungen, sogenannte interative Tatbegehung).
Beispiel: Bei einer Freiheitsberaubung tritt Vollendung schon mit dem Einsperren ein. Das weitere Eingesperrt-Lassen stellt sich dabei als tatbestandsbezogene Beendigungsphase dar. In dieser Phase soll für einen weiter hinzutretenden Täter, der die Freiheitsberaubung billigt und nunmehr einen gemeinsamen Tatentschluss hat, Mittäterschaft möglich sein.

### Tatbestandslose Beendigungsphase
Die tatbestandslose Beendigungsphase beginnt beispielsweise bei einem Diebstahl, wenn die Sache weggenommen worden ist und nunmehr weggeschafft werden soll, also eine Beutesicherung stattfindet. Eine umstrittene, insbesondere in der Rechtsprechung vertretenen Ansicht soll auch diese Art der Beendigung möglich sein. Ein Diebstahl sei danach „beendet, wenn der Dieb den Gewahrsam an den entwendeten Gegenständen nach den Umständen des Einzelfalls gefestigt und gesichert hat“. Nach der Rechtsprechung soll hier nun auch sukzessive Mittäterschaft und Beihilfe möglich sein. Strafverschärfende Merkmale (wie das Beisichführen einer Waffe) sollen danach auch erst in dieser Phase verwirklicht werden können. Dabei wird in dieser Beutesicherungsphase eigentlich kein objektiver Tatbestand des Diebstahls mehr verwirklicht.